# Coupe du Maroc de football 1998-1999
 (avril 2024).
Si vous disposez d'ouvrages ou d'articles de référence ou si vous connaissez des sites web de qualité traitant du thème abordé ici, merci de compléter l'article en donnant les références utiles à sa vérifiabilité et en les liant à la section « Notes et références ».
Navigation
Édition précédente Édition suivante
La saison 1998-1999 de la Coupe du Trône est la quarante-troisième édition de la compétition. 
Les FAR de Rabat remporte la coupe au détriment du Chabab Mohammédia sur le score de 1-0 au cours d'une finale jouée dans le Complexe Sportif Moulay Abdallah à Rabat. Les FAR de Rabat remportent ainsi cette compétition pour la sixième fois de leur histoire.

## Déroulement

### Seizièmes de finale

#### Groupe Nord
| Équipe 1               | Équipe 2                  | Résultat |
| Wydad de Fès           | Mouloudia Club d'Oujda    | 1 - 0    |
| AS Salé                | Union de Sidi Kacem       | 1 - 0    |
| Ittihad de Fès         | Hassania de Ben Slimane   | 0 - 1    |
| Renaissance de Kénitra | Kénitra Athlétic Club     | 0 - 2    |
| FAR de Rabat           | Sporting de Salé          | 3 - 1    |
| CODM Meknès            | Fath Union Sport de Rabat | 2 - 3    |
| Ittihad Khémisset      | Chabab Mohammédia         | 0 - 2    |
| IR Tanger              | Maghreb de Fès            | 0 - 2    |

#### Groupe Sud
| Équipe 1               | Équipe 2                     | Résultat |
| Difaâ d'El Jadida      | Renaissance de Settat        | 2 - 1    |
| Olympique de Khouribga | Raja Club Athletic           | 1 - 0    |
| Nakl de Casablanca     | Fath Sidi Bennor             | 2 - 0    |
| Chabab Hay Hassani     | Rachad Bernoussi             | 2 - 3    |
| Tihad Sportif Club     | Amjad Sidi Othmane           | 3 - 0    |
| TAS de Casablanca      | Wydad de Casablanca          | 2 - 0    |
| Kawkab de Marrakech    | Jeunesse Sportive El Massira | 2 - 0    |
| Raja de Beni Mellal    | Hassania d'Agadir            | 1 - 2    |

### Huitièmes de finale
| Équipe 1                  | Équipe 2           | Résultat |
| Kénitra Athlétic Club     | Maghreb de Fès     | 2 - 0    |
| Tihad Sportif Club        | Difaâ d'El Jadida  | 0 - 1    |
| FAR de Rabat              | AS Salé            | 1 - 0    |
| Hassania de Ben Slimane   | Rachad Bernoussi   | 1 - 2    |
| Kawkab de Marrakech       | Nakl de Casablanca | 1 - 0    |
| Fath Union Sport de Rabat | Hassania d'Agadir  | 0 - 1    |
| Olympique de Khouribga    | Wydad de Fès       | 0 - 1    |
| TAS de Casablanca         | Chabab Mohammédia  | 0 - 1    |

### Quarts de finale
| Équipe 1              | Équipe 2          | Résultat |
| Kénitra Athlétic Club | Chabab Mohammédia | 2 - 3    |
| Hassania d'Agadir     | Wydad de Fès      | 1 - 0    |
| Kawkab de Marrakech   | Difaâ d'El Jadida | 0 - 1    |
| FAR de Rabat          | Rachad Bernoussi  | 2 - 1    |

### Demi-finales
| Équipe 1          | Équipe 2          | Résultat           |
| Hassania Agadir   | FAR de Rabat      | 0 - 1              |
| Chabab Mohammédia | Difaâ d'El Jadida | 0 - 0 4 - 3 (ta.b) |

### Finale
La finale oppose les vainqueurs des demi-finales, les FAR de Rabat face au Chabab Mohammédia, le 4 mars 1999 au Complexe Sportif Moulay Abdallah à Rabat. 
| Coupe du Trône : Finale 1999 | FAR de Rabat | 1 - 0 | Chabab Mohammédia | Complexe Sportif Moulay Abdallah, Rabat |                                 |
| 4 mars 2000                  |              |       |                   | Arbitrage : Abderrahim Larjoune         | Arbitrage : Abderrahim Larjoune |
| 4 mars 2000                  |              |       |                   | Arbitrage : Abderrahim Larjoune         | Arbitrage : Abderrahim Larjoune |